# Споменик „Слобода” (Пожаревац)
Споменик „Слобода” је споменик страдалим војницима од 1991. до 1999. године са подручја Браничевског округа у оружаним сукобима и НАТО агресији. Споменик је рад уметничког архитекте Војислава Васиљевића из Београда и налази се на платоу испред Дома здравља у Пожаревцу. На споменику се налази 56 металних кугли, колико је и изгинулих војника.
Сваке године, на дан почетка бомбардовања Југославије 1999. године, породице страдалих, припадници војске, полиције, локалне самоуправе и удружења бораца, полажу венце на споменик у знак сећања на страдале војнике. Венци се на овом споменику постављају и поводом обележавања Дана Војске Србије.